# Peter Grimes
Airs
- « Embroidery in childhood » — Acte III
- Four Sea Interludes
- Passacaglia

Peter Grimes, op. 33, est un opéra en trois actes composé par Benjamin Britten, sur un livret de Montagu Slater, d'après un poème de George Crabbe. Il fut créé au Sadler's Wells Theatre de Londres le 7 juin 1945.
Très bien accueilli, Peter Grimes est considérée comme une œuvre « qui non seulement signe la renaissance de l’opéra anglais, mais s’impose d’emblée comme un ouvrage phare du XXe siècle, apte à se mesurer aux grands ouvrages de Puccini, Strauss ou Janacek. »

## Historique

### Première à Londres
C'est Serge Koussevitzky qui pousse Britten à composer son premier opéra (après "l'opérette chorale" Paul Bunyan en 1941) et lui fait accorder une bourse de 1 000 dollars par sa fondation. L'ouvrage sera d'ailleurs dédié à son épouse Natalie Koussevitzky morte peu de temps auparavant.
Benjamin Britten, avant même la première de l'opéra, décide d'extraire les interludes et la passacaille de Peter Grimes pour en faire des suites orchestrales indépendantes qui seront appelées Four Sea Interludes (op. 33a) et Passacaglia (op. 33b) et créées en 1946.
L'opéra s'inspire de The Borough, long poème de George Crabbe, composé de quatre-vingts parties baptisées Letters. Mais le livret de Montagu Slater prend ses libertés avec l'esprit et la lettre de l'œuvre très noire de Crabbe qui met en scène un criminel, « un malfrat de la pire espèce ». Le numéro 326 de la revue Avant-Scène Opéra, paru en janvier 2022 alors que plusieurs reprises importantes de l'œuvre étaient programmées sur différentes scènes, propose un recueil d'articles qui éclairent l'histoire de Peter Grimes et notamment un article de Pierre Flinois, « Au long cours avec Peter Grimes ».
C'est pour Peter Pears, son compagnon ténor que Benjamin Britten compose sur mesure le rôle de Peter Grimes, vision du héros marginal, bouc émissaire d'une société fermée. Mais l'interprétation qu'en donnera le ténor canadien Jon Vickers en 1981 à Covent Garden sous la direction de Colin Davis assurera un renouveau d'intérêt pour l'œuvre lui donnant une dimension plus dramatique.
La première a lieu à Sadler's Wells et marque la réouverture du théâtre fermé pendant la guerre.

### Reprises britanniques
Le théâtre de Sadler's Wells puis l'English National Opera (ENO) qui lui succède, ont régulièrement repris Benjamin Britten, avec de nouvelles mises en scène en 1963, 1990 et 2009. Grimes a été alors été interprété par, respectivement, Ronald Dowd, Philip Langridge et Stuart Skelton sous la direction musicale des chefs d'orchestre Charles Mackerras, David Atherton et Edward Gardner.
Peter Grimes a été mis en scène au Royal Opera House en 1947, dans une production de Guthrie, dirigée par Karl Rankl, avec Peter Pears, Joan Cross et Edith Coates reprenant leurs rôles de la première de Sadler's Wells.

### Représentations britanniques
Par la suite, il y a eu beaucoup de productions diverses à Londres. John Cranko met en scène Peter Grimes au Royal Opera House en 1953, avec Peter Pears, sous la direction de Reginald Goodall puis c'est au tour de Elijah Moshinsky en 1975, cette fois avec Jon Vickers dans le rôle-titre et sous la direction de Sir Colin Davis,    Toujours à Londres mais en coproduction avec le Théâtre Royal de la Monnaie, c'est ensuite en 2004, Willy Decker qui propose sa vision de Peter Grimes, avec Ben Heppner, et enfin en 2022, le directeur musical d'alors Antonio Pappano, dirige la production de Deborah Warner avec Allan Clayton en Peter Grimes, une production venue du Teatro Real de Madrid et qui ira ensuite à l'Opéra de Paris Garnier.  

### Représentations américaines
La première américaine de l'œuvre a été donnée en août 1946 à Tanglewood, sous la direction du protégé de Koussevitzky, Leonard Bernstein, avec William Horne dans le rôle-titre. Le Metropolitan Opera a mis en scène la pièce pour la première fois en 1948 avec Frederick Jagel dans le rôle de Peter Grimes, puis une nouvelle production a été créée en 1967, dirigée par Colin Davis, avec Jon Vickers. Une production ultérieure, de John Doyle, a été présentée en 2008, dirigée par Donald Runnicles, avec Anthony Dean Griffey dans le rôle-titre. Le Metropolitan Opera a repris récemment, en 2022, la production de John Doyle, sous la direction de Nicholas Carter, avec Allan Clayton dans le rôle-titre.

### Représentations en Europe
L'une des premières production européenne fut celle de l'opéra royal de Suède en mars 1946, dirigée par Herbert Sandberg, avec Set Svanholm dans le rôle-titre. Des représentations à Bâle, Anvers et Zurich ont suivi très rapidement. 
La Première en France, à l'opéra de Paris, a eu lieu en 1981 à l'opéra Garnier, dans une mise en scène de Elijah Moshinsky, sous la direction musicale de John Pritchard, avec Jon Vickers dans le rôle-titre. Pour son arrivée dans la salle de l'opéra de Paris à Bastille, en 2001, c'est Graham Vick qui a réalisé la mise en scène, James Conlon était le directeur musical, avec Ben Heppner dans le rôle-titre. Une production de Richard Jones a également été donnée à La Scala de Milan en 2012, dirigée par Robin Ticciati, avec John Graham-Hall dans le rôle de Peter Grimes.
La mise en scène de Deborah Warner fait l'objet d'une coproduction entre l'Opéra Royal et la Monnaie de Bruxelles, le Teatro Real de Madrid, le Teatro dell'Opera de Rome et l'Opéra de Paris qui donnent chacun des représentations avec Allan Clayton dans le rôle-titre entre 2021 et 2023. 
Le Theater an der Wien monte ce Peter Grimes en 2015 dans une production de Christof Loy avec Joseph Kaiser dans le rôle-titre, production saluée qui obtient l'International Opera Award de la meilleure mise en scène et qui sera reprise en 2022 avec Eric Cutler dans le rôle-titre. 
Deux séries de représentations ont été données en 2022 : à l'opéra d'État de Vienne dans une production de Christine Mielitz, sous la direction musicale de Simone Young, avec Jonas Kaufmann dans le rôle titre, Lise Davidsen dans celui d' Ellen Orford et Bryn Terfel dans celui de Balstrode, et à  l'opéra d'État de Bavière dans une production de Stefan Herheim, dirigée par John Gardner, avec Stuart Skelton puis Jonas Kaufmann dans le rôle de Peter Grimes, Rachel Willis-Sørensen dans celui d' Ellen et Iain Paterson dans celui de Balstrode.
L'opéra national de Lyon donne à son tour une série de représentations, d'abord en mars 2014 dans une mise en scène de Yoshi Oida, à l'occasion d'un festival Britten puis  en mai 2025 en reprenant la production de Christof Loy de 2015 avec Sean Panikkar dans le rôle-titre.

## Synopsis
L'action de l'opéra se déroule à Aldeburgh, une petite ville de pêcheurs de la côte est de l'Angleterre (dans le comté du Suffolk), au début du XIXe siècle.
Les lieux sont les suivants :  
- Prologue : Une salle d'audience
- Acte I
  - Scène 1 : La grande rue, quelques jours plus tard
  - Scène 2 : Intérieur du "Sanglier" le même soir
- Acte II
  - Scène 1 : La Grande rue, quelques semaines plus tard
  - Scene 2 : dans la chaumière de Peter Grimes
- Acte III
  - Scene 1 : Le Grande rue, trois jours plus tard
  - Scene 2 : Même endroit, un jour plus tard

Peter Grimes, pêcheur, est revenu de la pêche sans son mousse qui a disparu en mer. Le village le soupçonne de l'avoir brutalisé et d'être responsable de sa mort. Seule l'institutrice Ellen Orford croit en son innocence et accepte ses explications. Peter Grimes veut à tout prix pêcher pour ramener suffisamment de poissons pour pouvoir s'offrir une autre vie. Il fait part de ses désirs à Ellen Orford qu'il désire épouser.
Durant la tempête qui gronde alors Peter Grimes se réfugie comme tous les habitants du village dans l'auberge mais sa marginalité fait qu'il ne reçoit qu'un accueil glacial d'autant plus qu'il entraine avec lui son nouveau mousse dès que le jeune garçon arrive.
Le jeune garçon est rudoyé, il a des bleus sur la figure et le village accuse encore Peter Grimes d'être un bourreau d'enfants. Le mousse effrayé par Grimes tombe du haut de la falaise et se tue, donnant argument à tout un village fou furieux qui se livre à une véritable chasse aux sorcières, un lynchage contre le pêcheur. Balstrode le pousse alors à disparaître en mer. Ce qu'il fera en sabordant son bateau.

## Structure musicale et Interludes
L'action musicale est continue pendant chaque acte. Benjamin Britten a composé six « Intermèdes de la mer ou Sea Interludes », parties purement orchestrales qui se déclinent ainsi :
I. Dawn, l'aurore (entre le Prologue et l'acte 1)
II. Storm, la tempête (entre les scènes 1 et 2 de l'acte 1)
III. Sunday Morning, dimanche matin (entre l'acte 1 et l'acte 2)
IV. Passacaglia, passacaille (entre les scènes 1 et 2 de l'acte 2)
V. Moonlight, clair de lune (entre les actes 2 et 3)
VI. Interlude (entre les scènes 1 et 2 de l'acte 3)
L'œuvre commence par un Prologue chanté puis les trois actes se déroulent. les Interludes composent pour quatre d'entre eux, une œuvre spécifique intitulée « The Four Sea Interludes, Op 33a », composée des interludes "Dawn", "Sunday Morning", "Moonlight" and "Storm". La Passacaille de son côté est également jouée comme morceau à part, Op 33b.

## Personnages
| Rôle                                          | Tessiture     | Distribution de la Première, le 7 juin 1945 Direction musicale : Reginald Goodall Produit par Eric Crozier, mise en scène et costumes par Kenneth Green |
| --------------------------------------------- | ------------- | --- |
| Peter Grimes, pêcheur                         | ténor         | Peter Pears |
| Ellen Orford, veuve, institutrice du district | soprano       | Joan Cross |
| Auntie, propriétaire de l'auberge du Sanglier | contralto     | Edith Coates |
| Nièce 1                                       | soprano       | Blanche Turner |
| Nièce 2                                       | soprano       | Minnia Bower |
| Balstrode, capitaine en retraite              | baryton       | Roderick Jones |
| Mrs Sedley, veuve rentière                    | mezzo-soprano | Valetta Iacopi |
| Swallow, un avocat                            | basse         | Owen Brannigan |
| Ned Keene, apothicaire                        | baryton       | Edmund Donlevy |
| Bob Boles, pêcheur et pasteur méthodiste      | ténor         | Morgan Jones |
| The Rev Horace Adams, recteur                 | ténor         | Tom Culbert |
| Hobson, carrier                               | basse         | Frank Vaughan |
| Dr Thorp                                      | rôle muet     | Saša Machov [cs] |
| John, mousse de Peter Grimes                  | rôle muet     | Leonard Thompson |

## Peter Grimes de par le monde
Parmi les nombreuses créations internationales de cet opéra, il faut notamment citer les suivantes :
- 1945 - Stockholm, Bâle, Anvers et Zurich, ainsi que le festival de Tanglewood[23]
- 1947 - Hambourg, Berlin, Mannheim, La Scala de Milan, Brno, Copenhague, Graz et Budapest
- 1948 - Met de New York et Oldenbourg
- 1949 - Helsinki et Strasbourg
- 1954 - Bruxelles et Bordeaux
- 1955 - Amsterdam
- 1956 - Zagreb, Brême et Tokyo
- 1958 - Wiesbaden, Essen, Hanovre, Varsovie
- 1960 - Trieste
- 1961 - Rome
- 1964 - Sofia et Riga
- 1965 - Leningrad, Moscou et Oslo
- 1967 - Rio de Janeiro
- 1973 - San Francisco
- 1974 - Chicago
- 1979 - Colón de Buenos Aires
- 1981 - Opéra de Paris
- 2009 - English National Opera
- 2013 - Toronto
- 2014 - Opéra de Lyon au cours d'un Festival Britten
- 2021 - Opéra Grand Avignon
- 2022 - Opéra d'État de Vienne[24]
- 2022 - Bayerische Staatsoper[25]
- 2023 - Opéra de Paris, Garnier[26]
- 2025 -Opéra national de Lyon[27]

## Enregistrements
Britten enregistra Peter Grimes pour Decca en décembre 1958 avec Peter Pears dans le rôle-titre et Claire Watson dans le rôle d'Ellen Orford et le Royal Opera House (publié en 1985). Cet enregistrement est également disponible dans une version re-mastérisée (2001). Sir Colin Davis l'enregistre à deux reprises, en 1978 avec Jon Vickers, Heather Harper et encore le Royal Opera House Orchestra and Chorus (Philips) puis avec Anthony Michaels-Moore et Janice Watson (LSO Live Label, 2004). Bernard Haitink l'enregistre en 1993 avec Anthony Rolfe Johnson, Felicity Lott, Thomas Allen, toujours avec le Royal Opera House Chorus and Orchestra (leader John Brown) (EMI). Enfin, Richard Hickox l'enregistre en 1996 chez Chandos avec Philip Langridge, Janice Watson, London Symphony Chorus, City of London Sinfonia.
Il existe également un enregistrement télévisé (édité en DVD par Decca en 2008) réalisé par la BBC en 1969, sous la direction de Britten, à la tête de l'Orchestre symphonique de Londres, avec Peter Pears dans le rôle-titre et Heather Harper dans celui d'Ellen Orford.